# 美國歷史 (1789年—1815年)

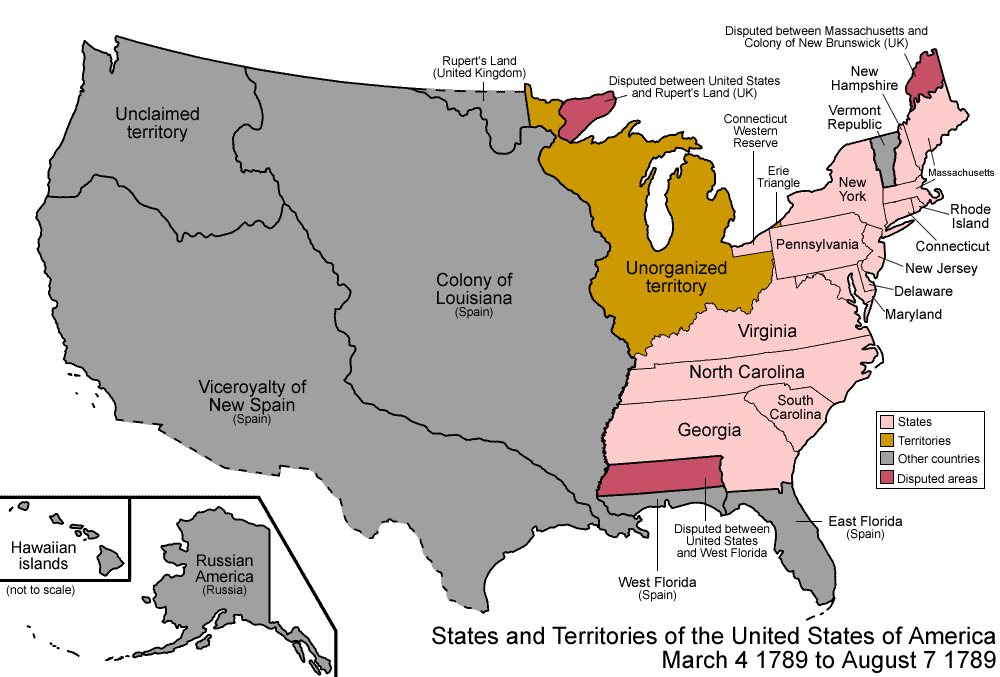
此时的美国领土

1789年至1815年的美国历史（英語：history of the United States from 1789 to 1815）標誌著這個新興共和國在新《美國憲法》下进行初创。
喬治·華盛頓於1788–89年美國總統選舉中當選為第一任美國總統。在他的主導下，華盛頓創建了三個部門：國務部（由托馬斯·傑斐遜領導）、財政部（由亞歷山大·漢密爾頓領導）和戰爭部（最初由亨利·諾克斯領導）。這些部長與新設的司法部長共同組成了美國內閣。新政府以紐約市為基地，迅速重建國家的金融體系。根據漢密爾頓的方案，聯邦政府承擔了革命戰爭期間各州與聯邦的債務，並以新的聯邦債券進行再融資。該計劃以新設的關稅和稅收籌資；其中對威士忌徵稅引發了威士忌叛亂，華盛頓動員軍隊平息叛亂，幾乎未使用暴力。國會通過了美國權利法案，作為對新憲法的十項修正案，保障公民基本權利。《1789年司法法案》根據憲法規定的聯邦司法體系（以美國最高法院為頂點）建立了整個美國聯邦司法機構。在首席大法官約翰·馬歇爾（1801–1835）領導下，最高法院發揮了重要作用，作為一位聯邦黨人和民族主義者，他強化了最高法院與國家政府的權威。
1790年代政治局勢極為激烈。第一政黨體系出現在漢密爾頓所領導的聯邦黨與傑斐遜領導的民主共和黨之間的對抗中。華盛頓與漢密爾頓致力於建立一個強大、財政基礎穩固的國家政府，並獲得全國商人和金融家的支持。傑斐遜派則反對建立第一銀行、海軍與聯邦稅收。聯邦黨支持與英國結盟，而當時英國正與法國連年交戰。傑斐遜在1800年美國總統選舉中勝選，開啟了傑斐遜民主時代，聯邦黨逐漸失去主導地位，淪為上層階級的邊緣政黨。
1803年從拿破崙手中進行的路易斯安那購地為西部拓展提供了大量肥沃土地，正好滿足了傑斐遜所倡導的舊南方平民農夫迅速擴張的人口需求。
美國於1812年戰爭中對英國宣戰，是為了捍衛美國在海上的尊嚴，終結西部的印第安襲擊，並短暫佔領加拿大部分地區作為談判籌碼。國務卿詹姆斯·門羅在1812年6月表示：「或許有必要入侵加拿大，不是為了戰爭本身，而是為了達成一個滿意的結局。」儘管政府管理不善、初期戰事屢敗，但美國發掘出如安德魯·傑克森、威廉·亨利·哈里森與溫菲爾德·斯科特等新將領，他們成功抵禦英軍入侵，並瓦解英軍與印第安人之間的同盟，促進了舊西北地區的殖民。聯邦黨極力反對戰爭，甚至與敵方通商並威脅脫離聯邦，最終因戰爭勝利而受到重創。密西西比河以東殘存的印第安人被安置於保留地，或經由眼淚之路遷往日後的奧克拉荷馬州境內。